# Fortuna (Schiff, 1960)
Die Fortuna ist ein Fahrgastschiff, das lange in Deutschland beheimatet war und mittlerweile in Ungarn im Einsatz ist.

## Geschichte
Das Schiff wurde laut Dieter Schubert 1960 bei Hupp in Eibelstadt gebaut. Im Jahr 2000 gehörte es noch, zusammen mit Mozart II und Barbarossa, zum Schiffsbestand der Veitshöchheimer Personenschiffahrt. Schubert gibt die Länge des Schiffes mit 26 Metern, die Breite mit 5,4 Metern und den Tiefgang mit 1,1 Metern an, die Maschinenleistung mit 300 PS. Das Schiff war zu Schuberts Zeit für die Beförderung von 200 Personen zugelassen.
Schon 1975 hatte Günter Benja eine Fortuna bei dem Unternehmen, das damals noch „Veitshöchheimer Personenschiffahrt Heinrich Herbert“ hieß, verzeichnet. Benjas Angaben stimmen allerdings großenteils nicht mit denen Schuberts überein. Er nennt dieselbe Bauwerft, aber als Baujahr das Jahr 1962, ferner eine Schiffslänge von 27 Metern und eine Breite von 5,7 Metern sowie einen Tiefgang von 1,2 Metern. Schon zu Benjas Zeiten durften mit der Veitshöchheimer Fortuna 200 Personen befördert werden. Laut Benja hatte das Schiff einen 155-PS-Motor und war 22 km/h schnell.
Neben der Fortuna war zu Benjas Zeit noch eine Germania in Veitshöchheim beheimatet, die 1958 auf der Schiffswerft Schmidt gebaut worden war.
Die Fortuna soll um 2007 nach Regensburg verkauft worden sein. Wenige Jahre später war sie dann auf der Donau in Budapest im Einsatz, zunächst noch unter deutscher Flagge, später aber offenbar unter ungarischer Flagge.